# هشام ملعب
هشام ملعب (انگلیسی: Hicham M'Laab؛ زادهٔ ۲۷ فوریهٔ ۱۹۹۰) بازیکن فوتبال اهل فرانسه است.